# اس‌ام یوسی-۱۰
اس‌ام یوسی-۱۰ (به انگلیسی: SM UC-10) یک زیردریایی بود که طول آن ۱۱۱ فوت ۶ اینچ (۳۳٫۹۹ متر) بود. این زیردریایی در سال ۱۹۱۵ ساخته شد.